# Borderline-personlighedsforstyrrelse
Borderline-personlighedsforstyrrelse er en personlighedsforstyrrelse, som ofte bunder i ting, der er sket tidligt i ens barndom eller i social arv.
Borderline-diagnosen bruges i dag på en noget forvirrende måde (særligt blandt ikke-læger) og det er sjældent helt klart, hvilken form der menes. Der findes følgende grupper:
1. Emotionelt ustabil personlighedsstruktur (ICD-10) – borderlinetype (modsat den impulsive type),
2. borderline-personlighedsforstyrrelse (DSM-IV og DSM-5) - der svarer til begge de to typer af emotionelt ustabil personlighedsforstyrrelse (impulsiv og borderline) i ICD-10, [2]
3. Otto Kernbergs Borderline-personlighedsorganisation (BPO), [2]
4. de fire såkaldt dramatiske personlighedsforstyrrelser (Cluster B i DSM-IV og DSM-5), [2] - og
5. borderline-skizofreni (nu kaldet skizotypisk sindslidelse).

En måde at organisere de første fire af de fem nævnte betydninger er at se Cluster B og Kernbergs BPO som nogenlunde identiske, og borderline-personlighedsforstyrrelse/emotionelt ustabil personlighedsstruktur som en af måderne, BPO kan vise sig på, afhængigt af situationen.  Dette er der massivt forskningsmæssigt belæg for. 

## Symptomer
Borderline er den mest studerede af personlighedsforstyrrelserne, hvad angår forløb og prognose, og betragtes af mange som den "prototypiske" alvorlige personlighedsforstyrrelse.  Omkring to pct af den voksne befolkning anslås at have tilstanden,  som genkendes ved:
- Tendens til at gå i forsvar ved oplevet stress.
- Manglende identitet ("jeg"-følelse).
- Rodløshed.
- Lavt selvværd.
- Impulsivitet.
- Hurtige svingninger i humør og følelser.
- Manglende udholdenhed.
- Frygt for at være alene/blive forladt.
- Selvdestruktivitet.
- Selvmordstanker/-planer/-forsøg.
- Tomhedsfølelse.

Selvmordsraten er høj, omkring 10%; mens omkring 75% udvikler selvskadende adfærd, såsom at skære eller brænde sig selv, anoreksi m.v. 
Borderline har været forklaret som en svigt i evnen til "mentalisering", altså evnen til at forstå sig selv og andre ved at opfatte sin egen og de andres mentale tilstand. Den evne er afgørende for at kunne regulere egen adfærd og etablere nære forhold til andre. Borderline-patienter kan opleve følelsesmæssigt spændte situationer så truende, at de kommer helt ud af balance. Deres sårbarhed slår benene væk under dem; som hos en patient, der fortalte, at hun havde oplevet en aflyst time hos terapeuten som en afvisning, der slog hende helt ud. 
En stor norsk tvillingeundersøgelse fra 2000, foretaget af Svenn Torgersen og kolleger ved UiO, viste, at borderline i høj grad er arvelig. Erik Simonsen, overlæge i Region Sjælland, antager, at at det drejer sig om en komponent beslægtet med affektiv instabilitet, dvs. en tendens til store udsving i følelseslivet. Der findes ifølge Simonsen en overhyppighed af depressioner i borderline-patienternes familier. Men gener giver kun tilbøjelighed; udløsende faktorer må til. Især påpeges seksuelt misbrug som en genganger, når det gælder at udløse borderline hos unge; men Erik Simonsen påpeger, at optil 40 % af borderline-patienterne ikke har noget psykisk barndomstraume. 

## Behandling
Personer med borderline kan få terapi som hjælp til at få indsigt i lidelsen og lære at styre de voldsomme svingninger mellem stærke negative og positive følelser, hvor selv bittesmå ord eller handlinger overfortolkes, med raskt skifte fra kærlighed til had, der får en voksen til at opføre sig som en treårig.
Der er ikke noget medicinsk behandling, der virker som en direkte kur mod borderline, men personer med borderline har større risiko for at udvikle:

Angst, psykoser, depressioner, hallucinationer m.m., hvilket der findes forskellige slags medicin imod.
Der er udviklet flere dokumenteret virkningsfulde, psykoterapeutiske behandlingsprogrammer for langtidsbehandling af voksne med følelsesmæssigt ustabil personlighedsforstyrrelse; dels behandling indenfor den psykodynamiske tradition, nemlig mentaliseringsbaseret terapi og overføringsfokuseret terapi; dels behandling i den kognitivt-adfærdsmæssige tradition, kendt som dialektisk adfærdsterapi. 
Guardians spaltist Clare Allan har diagnosen borderline, og skrevet om sin oplevelse af det. 